# Athroisminae
 Athroisminae je podtribus glavočika, dio tribusa Athroismeae u potporodici Asteroideae. Postoje tri priznata roda čije vrste rastu po Aziji i Africi.
Rodovima pripadaju trajnice, grmovi i manje drveće.

## Rodovi
1. Athroisma DC.
2. Blepharispermum DC.
3. Leucoblepharis Arn.